# Jan Petrmichl
Jan Petrmichl (23. června 1921, Klatovy - 29. února 1964, Praha) byl český literární historik, kritik a knihovník komunistické orientace. Monografii věnoval Karlu Hynku Máchovi a Vilému Závadovi.
Narodil se v rodině zámečníka a švadleny. Maturoval na gymnáziu v Klatovech (1940), poté složil ještě státní knihovnickou zkoušku na knihovnické škole v Praze (1942). Po válce vystudoval slovanské literatury na Filozofické fakultě Univerzity Karlovy, doktorát získal v roce 1950, roku 1963 získal titul kandidát věd. Za války pracoval v pražské Zemské a univerzitní knihovně, v roce 1945 přešel do Národní knihovny, v roce 1948 zde byl jmenován ředitelem. V této funkci se podílel na vytváření jednotné knihovnické soustavy sovětského typu. V roce 1954 byl jmenován ředitelem Univerzitní knihovny. Od roku 1958 pracoval jako redaktor Rudého práva, kam psal hlavně knižní recenze. V roce 1962 se stal zástupcem ředitele Ústavu pro českou literaturu, jímž byl až do smrti. Vedl souběžně časopis Česká literatura. Překládal též z ruštiny (Maxim Gorkij, Alexander Ostapovič Avdějenko, Galina Nikolajevová).